# Compañía Española de Aviación
La Compañía Española de Aviación (CEA) fue una compañía aérea española dedicada a la formación de pilotos.
Su sede fue establecida en la ciudad española de Albacete, una de las cunas de la aviación española. Contó con el apoyo económico de Compagnie Aérienne Française.

## Historia
La Compañía Española de Aviación fue creada en 1923 por los hermanos Bauer, Alfredo e Ignacio, representantes de la Casa Rothschild, siendo designada el 16 de octubre del mismo año como escuela oficial de pilotos militares. Estuvo dirigida por Antonio Marín Hervás, subsecretario de Obras Públicas, y en su junta directiva, mitad española mitad francesa, figuraban nombres como Juan de la Cierva.
En 1924 creó en Albacete su escuela oficial de pilotos civiles, militares y navales, con sede en el Aeródromo de La Torrecica, situado al este de la capital. Para ello contó con el apoyo de Compagnie Aérienne Française, que aportó personal (pilotos y mecánicos) y los primeros aviones, los Dorand AR de fabricación francesa.
Además de haber ganado la concesión del aeródromo construido en Albacete, obtuvo diversos contratos con el gobierno del momento, como el que alcanzó con los ministerios de Marina y Guerra para instruccionar a sus pilotos. Tenía un capital de 3 millones de pesetas de la época, una cantidad muy elevada —Iberia contaba con 1,1 millones—.

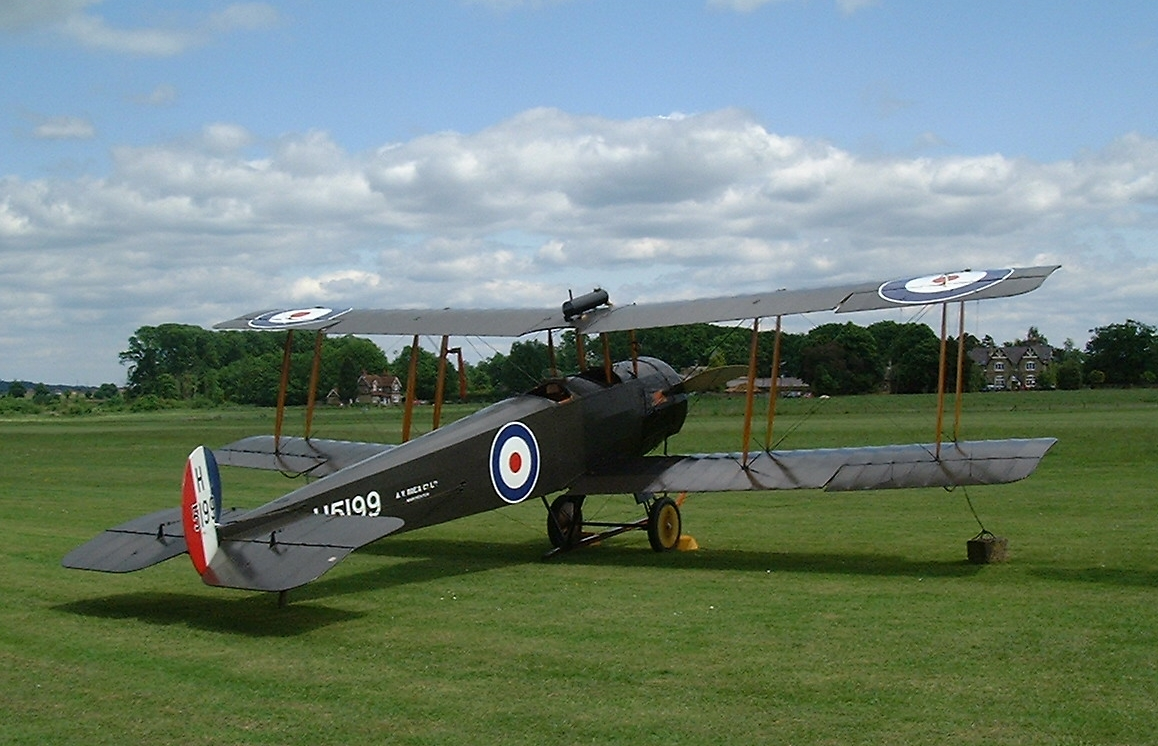
Avro 504, uno de los diferentes aviones con los que operaba la Compañía Española de Aviación

La compañía también realizó el contrato con la Oficina de Registro de la Propiedad para producir fotografías aéreas de 200 000 ha del territorio español.
En 1927 la sede de la Compañía Española de Aviación se trasladó desde el Aeródromo de La Torrecica hasta la actual Base Aérea de Los Llanos, situada al sur de la ciudad e inaugurada oficialmente en 1929, donde operaba con aviones como los Avro 504 o los Bristol F.2 Fighter.
A partir de 1930 contó también con instalaciones en Madrid. La compañía acabó integrándose en Concesionaria de Líneas Aéreas Subvencionadas (CLASSA), que absorbió en un monopolio las aerolíneas existentes en España, y cerró en octubre de 1932 debido a la crisis económica.